# Astyanax janeiroensis
Astyanax janeiroensis är en fiskart som beskrevs av Eigenmann, 1908. Astyanax janeiroensis ingår i släktet Astyanax och familjen Characidae. Inga underarter finns listade.